# Wester-Spätinge

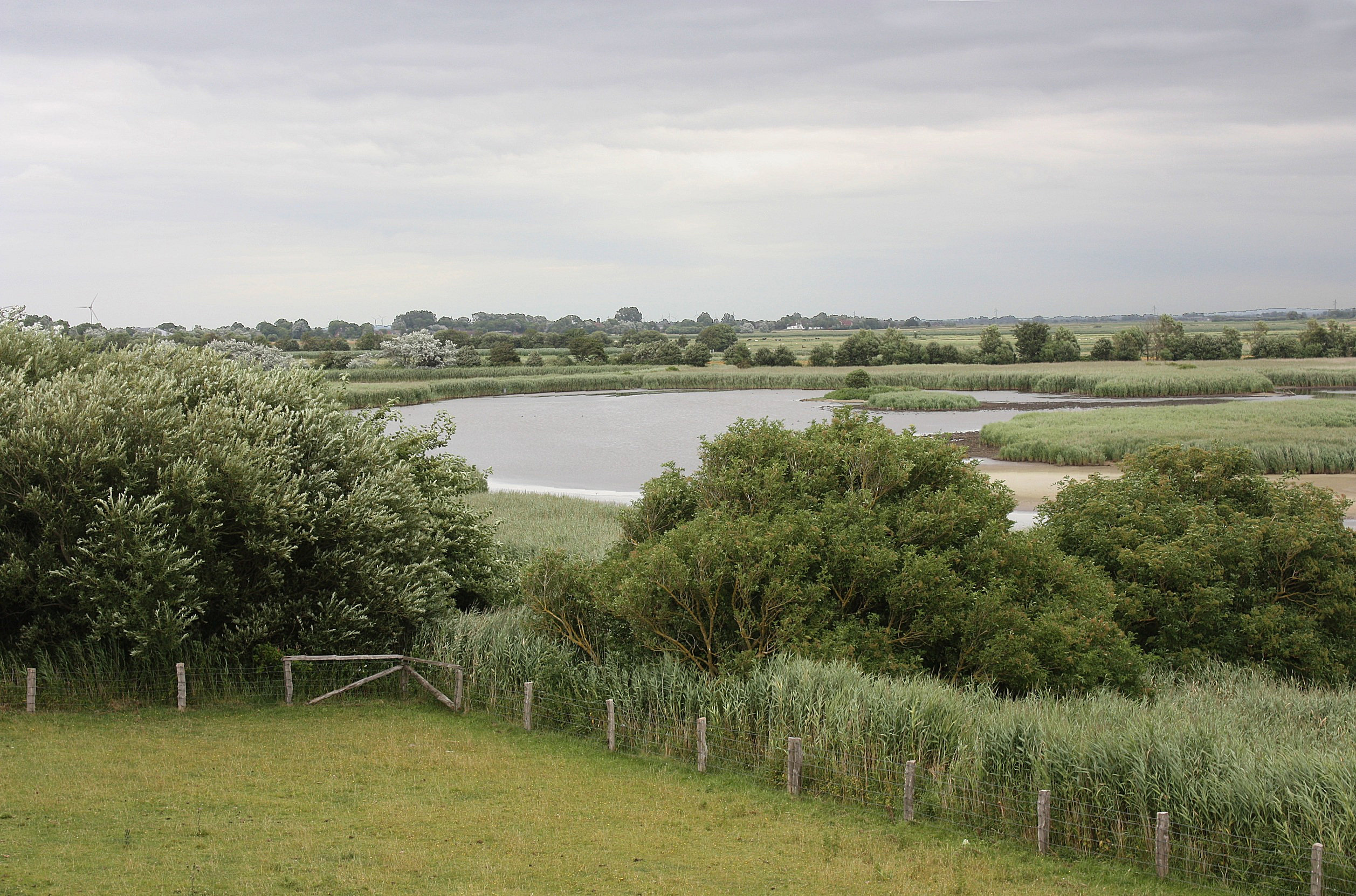
Naturschutzgebiet Wester-Spätinge (2010)

Wester-Spätinge ist ein Naturschutzgebiet in der schleswig-holsteinischen Gemeinde Simonsberg im Kreis Nordfriesland.

## Allgemeines
Das Naturschutzgebiet ist Bestandteil des FFH-Gebietes „Naturpark Schleswig-Holsteinisches Wattenmeer und angrenzende Küstengebiete“ und des EU-Vogelschutzgebietes „Ramsar-Gebiet Schleswig-Holsteinisches Wattenmeer und angrenzende Küstengebiete“. Es grenzt im Norden an das Naturschutzgebiet „Nordfriesisches Wattenmeer“. Zuständige untere Naturschutzbehörde ist der Kreis Nordfriesland.
Das Gebiet wird vom Landesverband Schleswig-Holstein des Naturschutzbundes Deutschland betreut. Diese betreibt am Rand des Naturschutzgebietes, das vom Deich aus gut einsehbar ist, eine Naturstation mit Infotafeln. Das Gebiet ist weitgehend eingezäunt und darf nicht betreten werden.

## Beschreibung
Das Naturschutzgebiet liegt südwestlich von Husum im Norden der Halbinsel Eiderstedt direkt hinter der Hauptdeichlinie im Adolfskoog. Es stellt ein ehemals brackiges Feuchtgebiet unter Schutz. Dieses ist aus einer Sumpflandschaft im Bereich eines alten, verlandeten Meeresarms der Hever, in der früher Boden für den Deichbau entnommen wurde, entstanden. Nach einer Deichverstärkung 1962 süßt das Gebiet zunehmend aus, wodurch sich Flora und Fauna verändert haben. So verschwanden salzliebende Pflanzen wie Queller und Strandaster zunehmend, während Schilf weite Bereiche besiedelt hat.
Die Schilfzonen bieten Lebensraum für zahlreiche Vögel, darunter Teich- und Schilfrohrsänger, Rohrammer, Rohrdommel und Rohrweihe. Daneben sind auch verschiedene Enten, Rallen, Möwen und Gänse zu finden. Das Schilf ist auch Lebensraum vieler Insekten, Amphibien und Fische.
Das Naturschutzgebiet hat als Rastgebiet für Limikolen eine große Bedeutung, die in den flachen Teichen, die teilweise austrocknen, auf Nahrungssuche gehen. So lassen sich hier u. a. Dunkle Wasserläufer, Säbelschnäbler, Kampfläufer, Rotschenkel und Bekassine beobachten. Auch verschiedene Enten wie Löffel- und Krickenten rasten hier.

## Anmerkung
1. ↑  Mit „Späting“ werden historisch Bodenentnahmestellen bezeichnet, aus denen Material für den Deichbau mit dem Spaten entnommen („abgespatet“) wurden.